# Henri Tajfel
 (octobre 2011).
Si vous disposez d'ouvrages ou d'articles de référence ou si vous connaissez des sites web de qualité traitant du thème abordé ici, merci de compléter l'article en donnant les références utiles à sa vérifiabilité et en les liant à la section « Notes et références ».
Henri Tajfel (nom de naissance en polonais : Hersz Mordche Tajfel), né le 22 juin 1919 à Włocławek, Pologne et mort le 3 mai 1982 à Oxford, Grande-Bretagne, est un psychologue spécialiste de la psychologie sociale. Il est surtout connu pour ses travaux pionniers sur l'aspect cognitif des préjugés et l'identité sociale. Il est un cofondateur de l'European Association of Experimental Social Psychology (en).

## Biographie
Tajfel a été profondément marqué par la vie concentrationnaire, expérience à partir de laquelle il a développé une réflexion en psychologie.

### Avant la guerre
Tajfel nait le 22 juin 1919 dans une famille juive polonaise à Wloclawek, en Pologne, où il grandit. Son père était commerçant. Du fait des discriminations faites aux juifs dans l'accès à l'éducation, il part en France où il étudie la chimie à Toulouse de 1937 à 1939 puis à la Sorbonne. À la déclaration de guerre, il s'engage comme volontaire dans l'armée française.

### Pendant la guerre
Fait prisonnier un an plus tard, il est confronté au dilemme de révéler ou non son identité de juif polonais aux autorités. Il se présente comme citoyen français sans dénier son identité juive. Il pensait que s'il niait être juif et que les allemands le découvraient ensuite, il serait probablement tué. Il a survécu à la guerre après être passé par plusieurs camps de prisonniers.
Revenu chez lui, il découvrit qu'aucun de ses proches et très peu de ses amis avaient survécu à la Shoah. Il a décrit par la suite l'effet qu'avait eu sur lui cette découverte et comment cela influença son travail ultérieur en psychologie concernant la discrimination et les relations inter-groupes. Ceci d'abord en éveillant son intérêt pour le sujet de la discrimination, ensuite en l'amenant à admettre que son destin avait été entièrement déterminé par son identité sociale, enfin en lui faisant comprendre que la Shoah n'était pas le résultat de la psychologie, mais le moyen par lequel des processus psychologiques avaient agi dans un contexte politique et social donné.

### Après la guerre

#### Travail au sein d'organisations internationales
La citoyenneté française lui est accordée en 1946. Cependant, comme il venait de rencontrer sa future femme, Anna-Sophie Eber, laquelle était née en Allemagne mais avait migré en Grande-Bretagne avant la guerre et s'y était fixée, il décide de la suivre.  
Après la guerre, Tajfel travailla dans des organisations humanitaires, y compris les Œuvres de secours aux enfants (OSE), une organisation humanitaire juive. Son travail dans ces organisations consistait à placer des enfants juifs, dont beaucoup étaient des orphelins qui avaient perdu toute leur famille. Tajfel a souvent dit que son travail dans ces organisations avait été l'œuvre la plus importante de sa vie et il est resté en contact avec beaucoup des enfants qu'il avait aidés à se reconstruire. Il a aussi travaillé pour l'Organisation des Nations unies pour les réfugiés.

#### Immigration en Grande-Bretagne
Il s'établit en Grande-Bretagne où naissent ses deux fils, Michael et Paul. Henry acquit la nationalité britannique.
Estimant que ses études en chimie ne pouvaient lui permettre de réaliser ce qu'il voulait, il cherche un autre champ d'étude pour approfondir ses réflexions et change d'orientation pour se tourner vers la psychologie.
En 1951, il commence à étudier la psychologie au Birkbeck College et à l'Université de Londres. Il remporte une bourse d'études pour les étudiants adultes méritants grâce à un Mémoire sur la discrimination. Au moment où il entame ses études de psychologie, la pratique académique se cantonnait encore à l'étude du comportement de rats en laboratoire plutôt qu'à l'étude des comportements humains réels. En 1954, il fut diplômé et enseigna d'abord à l'Université de Durham puis à Oxford.

#### Travail universitaire
Les recherches de Tajfel portent sur plusieurs domaines de la psychologie sociale, incluant le jugement social, le nationalisme, et — le plus important —, les aspects cognitifs de la discrimination.
En 1967, il reçoit la chaire de psychologie sociale de l'Université de Bristol. Il y conduit des recherches sur les relations inter-groupes et est actif dans l'insertion de l'Université de Bristol dans le centre européen de psychologie sociale. Il démissionne de Bristol et revient à Oxford peu avant de décéder d'un cancer en 1982. Il est le père de la théorie de l'identité sociale. Le prix Henri Tajfel est décerné en son honneur par l'association européenne de psychologie sociale (en).

## Travaux

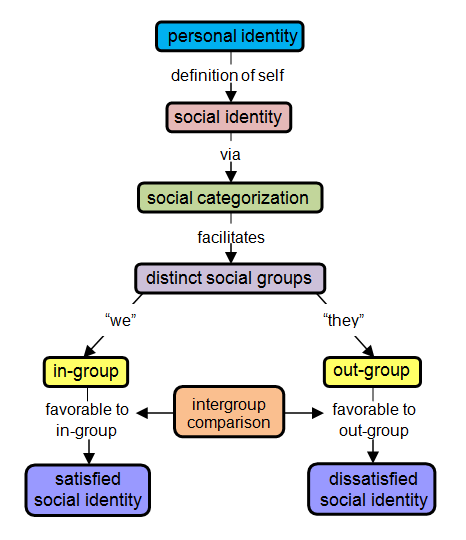
Théorie de l'identité de Tajfel.

L'apport principal de Tajfel est constitué par ses expériences sur les groupes minimaux : on sépare des individus en deux groupes en fonction d'un critère totalement arbitraire. Les sujets de l'expérience, qui ne se connaissaient pas auparavant, commencent à s'identifier à leur groupe et à manifester une préférence pour les autres membres par rapport à ceux de l'autre groupe (le groupe étranger). Ils deviennent plus proches, s'encouragent plus les uns les autres, se partagent les récompenses entre eux, et traitent ceux de l'autre groupe d'une manière injuste et hostile.
Lors d'une telle expérience apparaît un phénomène de discrimination dont les membres d'un groupe bénéficient tandis que ceux de l'autre groupe en sont victimes, et ce quel que soit le critère de division des groupes. Cette expérience démontre que la discrimination n'est pas conditionnée par une caractéristique particulière telle que l'âge ou la sexualité, ni par une caractéristique sociale telle que la religion ou la nationalité.
À partir de ces observations, Tajfel et Turner ont développé leur théorie de l'identité sociale.

### Œuvres
- (en) Differentiation between social groups. Studies in the social psychology of intergroup relations, 1978.
- (en) Human groups and social categories, 1981.
- (en) Social identity and intergroup relations. Cambridge University Press 1982.
- (en) (en collaboration John C. Turner) : An integrative theory of social contact. in: W. Austin et S. Worchel (Hgs.): The social psychology of intergroup relations. Brooks/Cole, Monterey, 1979.